# DB-Baureihe VT 33.8
Die Fahrzeuge der Baureihe VT 33.8 waren drei in den 1950er Jahren von der US Army beschaffte Triebwagen. Sie waren stets Eigentum der amerikanischen Armee und wurden durch die Deutsche Bundesbahn nur unterhalten. Ab 1968 wurden die Fahrzeuge als Baureihe 633.8 bezeichnet.

## Geschichte
Die drei Triebwagen wurden 1957 von der DWM – Deutsche Waggon- und Maschinenfabriken Berlin – gebaut (die DWM und die Firmen SEAG Waggonbau, Dreis – Tiefenbach – Siegen und Rheinstahl Transporttechnik fusionierten 1971 zur Waggon Union GmbH Berlin und Siegen).
Die Fahrzeuge wurden in den Nummernplan der Deutschen Bundesbahn als VT 33 801 bis 803 eingereiht und erhielten 1968 die Bezeichnung 633 801–803. Die hohe Ordnungszahl ab 801 kam zustande, da es zuvor schon Vorkriegsfahrzeuge der Baureihen VT 32, VT 137 und VT 145 gab, die bei der DB als VT 33.1, VT 33.2 und VT 33.5 geführt wurden. Des Weiteren passte die .8 zu den gleichermaßen von der US-Army eingesetzten Dieseltriebzügen der Baureihe VT 08.8.
1977 waren die Fahrzeuge 633 801 und 803 noch im Bestand geführt, 1990 wurde der 633 803 als letztes Fahrzeug im Bestand der DB mit dem Vermerk „kein Eigentum der DB“ geführt. Zwischenzeitlich war die Beheimatung vom Bw Heidelberg zum Bw Mannheim gewechselt. Die Lackierung des 633 803 änderte sich in den 1980er Jahren von königsblau/creme auf weinrot/beige, passend zum US-Army-Triebzug VT 08.8. Die Ausmusterung des letzten 633 erfolgte zum 30. November 1990.

## Verbleib

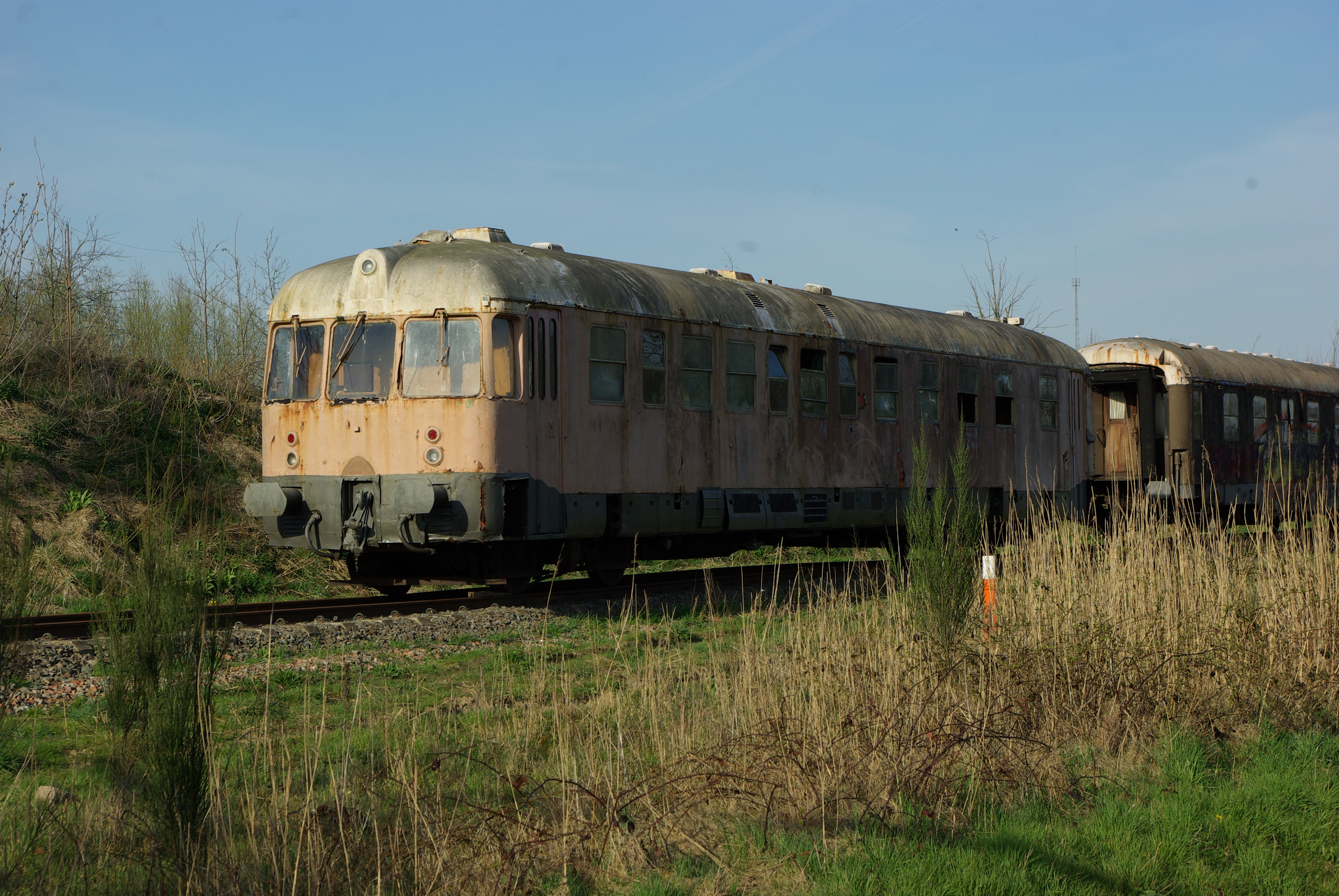
633 801 abgestellt in Kemzeke, Belgien

Der 1985 ausgemusterte 633 801 stand lange in Maldegem/Belgien auf einem Werksgelände neben einem Fußballplatz (Ecke Konigin Astridlaan/Bogaardestraat) und ist in Privatbesitz. Aktuell steht er auf dem Gelände der Verbeke Foundation in Kemzeke.
Der 1973 ausgemusterte 633 802 landete in Italien (Udine) beim Unternehmen Friul Motor Alfredo Bulfone, Udine (wo zahlreiche ehemalige DB-Dieselfahrzeuge aufgekauft wurden), nachdem er für ein paar Jahre als verschollen galt und wurde dort als Lagerraum benutzt. Er wurde 1994 verschrottet.
Der 633 803 wurde nach seiner Ausmusterung 1990 an die Gleisbaufa. Cronau, Bad Homburg verkauft und dort in ein gelb lackiertes Gleisbau-Fahrzeug umgebaut. Durch eine Verwechselung wurde dieser Triebwagen Mitte der 1990er Jahre versehentlich verschrottet.